# Hestiasula brunneriana
Hestiasula brunneriana är en bönsyrseart som beskrevs av Henri Saussure 1871. Hestiasula brunneriana ingår i släktet Hestiasula och familjen Hymenopodidae. Inga underarter finns listade i Catalogue of Life.

## Bildgalleri

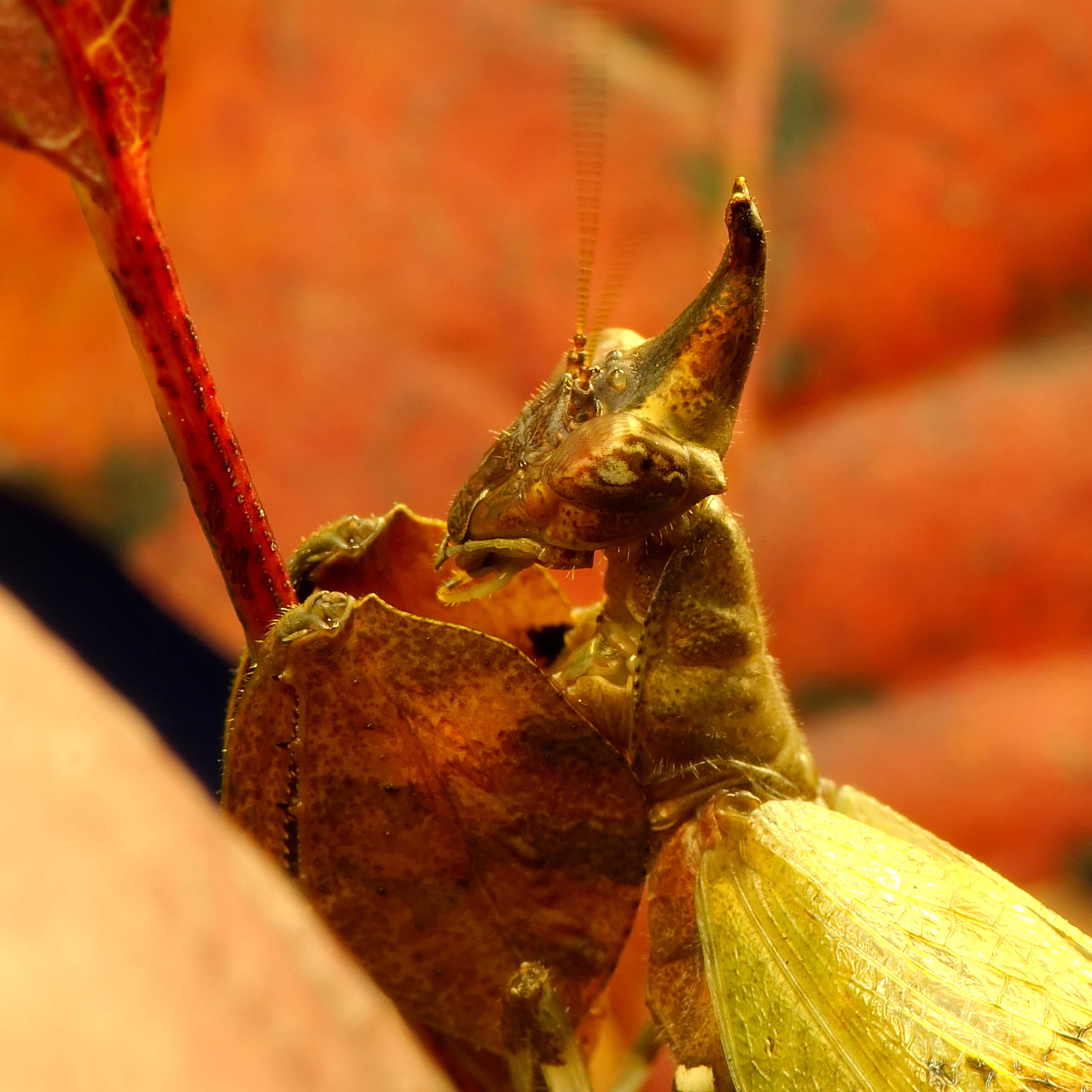